# میامی وایس
میامی وایس (به انگلیسی: Miami Vice)، یک درام جنایی دربارهٔ دو کاراگاه پلیس میامی می‌باشد، که به صورت مخفیانه با قاچاق مواد مخدر مبارزه می‌کنند. کارگردان این مجموعه مایکل مان است و محصول سال ۲۰۰۶ میلادی در آمریکا می‌باشد.